# Sallallahu alaihi wa sallam
Sallallahu alaihi wa sallam (Arabisch: صلى الله عليه و سلم Gods zegen en vrede zij met hem) is een uitdrukking door moslims gebruikt na het horen, zeggen of schrijven van de naam van Mohammed, afgekort als "ص" of saws of het Nederlandse vzmh.
Het wensen van vrede en/of zegeningen over God, boodschappers, profeten of metgezellen is binnen de islam gebruikelijk. Deze zegeningen worden salawat genoemd.
Soera De Partijscharen 56 vermeldt expliciet:
God en Zijn engelen zenden zegeningen over de profeet. O, gij die gelooft, zendt zegeningen over hem en wenst hem vrede met alle eerbied toe.
Verschillende Ahadith maken melding van beloning als men zegeningen en vrede uitspreekt over Mohammed.
De Boodschapper van God (sallallahu alaihi wa sallam) heeft gezegd: "Voor elke keer dat iemand de salaah over mij uitspreekt, Allah schrijft erdoor 10 beloningen voor hem op."
De Profeet (sallallahu alaihi wa sallam) heeft degenen die geen salaah over hem wensen beschreven als "de gierigste der mensen."
En hij (sallallahu alaihi wa sallam) riep uit "Aamien!" na de smeekbede van Djibriel, "Moge God degene afweren die jou genoemd hoort worden en geen salaah op jou afroept!"
Ook in de salat wordt Mohammed gezegend. Daarnaast kan het op verschillende momenten gebeuren, zoals na de azan, na de khutbah, tijdens het betreden of verlaten van een moskee of tijdens een dua.
Niet alle moslims vinden dat de zegen mag worden afgekort tot saws of een andere afkorting en pleiten voor het vermelden van de gehele zegening. Moesnad van Imaam Ahmad (nr. 5088, 9/105)
Normaliter wordt de Nederlandse toevoeging zvmh (Gods zegeningen en vrede zij met hem) alleen gebruikt voor Mohammed; vzmh (Gods vrede zij met hem) gebruikt voor de andere profeten. Na het noemen of schrijven van een naam der metgezellen voegt men vaak radi Allahu 'anhu (God is tevreden met hem (of haar)). Dit is een bevestiging en slechts een boodschap om duidelijk te maken dat God tevreden over hen is. Vaak wordt dit echter (incorrect) vertaald als "moge God tevreden met hem (haar/hen) zijn".